# 圣皮埃尔-德普莱冈
圣皮埃尔-德普莱冈（法語：Saint-Pierre-de-Plesguen）是法国伊勒-维莱讷省的一个市镇，位于该省西北部，属于圣马洛区。该市镇总面积29.49平方公里，2009年时的人口为2624人。

## 人口
圣皮埃尔-德普莱冈人口变化图示